# Рајхсзихерхајтсхауптамт
Рајхсзихерхајтсхауптамт (Главна безбедносна канцеларија Рајха) била је организација подређена Хајнриху Химлеру током својих двојних дужности као Шеф немачке полиције и Рајхсфирера-СС, шефа СС-а. Имала је 50.648 запослених.
Започета је 1939, као наследник Зихерхајтсполицаја. Циљ јој је био истребљивање свих „непријатеља Рајха“ унутар и ван Нацистичке Немачке, а сродне агенције су му биле Зихерхајтсдинст (Безбедносна служба), Зихерхајтсполицај (Безбедносна полиција, из које је и настао), Гестапо (Државна тајна полиција) и Криминалполицај (Кривична полиција), па чак и Орднунгсполицај (Зелена полиција).
На челу организације били су Рајхард Хајдрих (1939-1942), Хајнрих Химлер (1942-1943) и Ернст Калтенбрунер (1943-1945).